# Ortosia (satélite)
Ortosia (del griego Ορθωσια) o Júpiter XXXV es un satélite irregular de Júpiter. Fue descubierto por un grupo de astrónomos de la Universidad de Hawái dirigido por Scott S. Sheppard en 2001, momento en el que se le dio la designación provisional de S/2001 J 9.

Ortosia tiene alrededor de 2 kilómetros de diámetro, y orbita a Júpiter a una distancia media de 20,568 millones de km en 602,619 días, con una inclinación de 142° con respecto a la eclíptica, una dirección retrógrada y una excentricidad de 0,2433.
La Unión Astronómica Internacional le asignó un nombre definitivo en agosto de 2003.
El nombre asignado fue Ortosia, una de las Horas de la mitología griega, diosa de la protección.
Ortosia pertenece al grupo de Ananké, lunas irregulares y con órbitas retrógradas que se encuentran entre 19,3 y 22,7 millones de km de Júpiter, con inclinaciones que rondan los 150°.